# Municipio de Melvern
El municipio de Melvern (en inglés: Melvern Township) es un municipio ubicado en el condado de Osage en el estado estadounidense de Kansas. En el año 2010 tenía una población de 762 habitantes y una densidad poblacional de 6,58 personas por km².

## Geografía
El municipio de Melvern se encuentra ubicado en las coordenadas 38°29′53″N 95°38′34″O / 38.49806, -95.64278. Según la Oficina del Censo de los Estados Unidos, el municipio tiene una superficie total de 115.88 km², de la cual 115.79 km² corresponden a tierra firme y (0.08%) 0.09 km² es agua.

## Demografía
Según el censo de 2010, había 762 personas residiendo en el municipio de Melvern. La densidad de población era de 6,58 hab./km². De los 762 habitantes, el municipio de Melvern estaba compuesto por el 97.64% blancos, el 0.13% eran afroamericanos, el 0.13% eran amerindios, el 0.52% eran asiáticos, el 0.13% eran isleños del Pacífico, el 0.13% eran de otras razas y el 1.31% pertenecían a dos o más razas. Del total de la población el 1.18% eran hispanos o latinos de cualquier raza.